# Watermeule
De Watermeule is een voormalige watermolen in de Nederlandse gemeente Venlo. Het rijksmonument staat in de buurtschap Laerbroeck, die tot het dorp Hout-Blerick behoort.
De molen staat bij de uitmonding van de Springbeek in de Maas en is in of voor 1700 gebouwd. Op een kaart van Cornelis Lewis uit 1677 in het Kaartboek van Averbode staat op deze plaats al een watermolen ingetekend, zie de afbeelding. Iets westelijker ligt de Tangkoel, een natuurgebied met een visvijver, die het restant is van een Maasstrang.

## Gebouw
Het is een bovenslagmolen, aan de straatzijde vrij laag van bouw, maar aan de beekzijde circa vier meter hoger. Dit komt door het grote verval in hoogte, wat kenmerkend is voor de streek. Het gebouw is voorzien van een pannengedekt schilddak met aan de voorzijde twee dakkapellen. In de rechter dakkapel bevindt zich een luiwerk.

## Geschiedenis
Oorspronkelijk was dit een graan- en oliemolen, gelegen in een ander deel van het dorp. Later werd de molen verplaatst naar de Springbeek, ook wel aangeduid als Blerickse Molenbeek. Halverwege de negentiende eeuw had de molen twee bovenslagraderen; het eerste rad was voor de korenmolen, het tweede voor de oliemolen.
In 1939 raakte de molen buiten gebruik. In 1976 woedde er een brand, waarbij het molenrad verwoest werd. Tot 1998 was er een restaurant gevestigd, toen is de molen verkocht en ingericht als woonhuis. Als de plannen voor een waterbergingsgebied vanaf 2027 doorgaan, zal de woonfunctie vervallen, zie het artikel over Laerbroeck.

## Zie ook

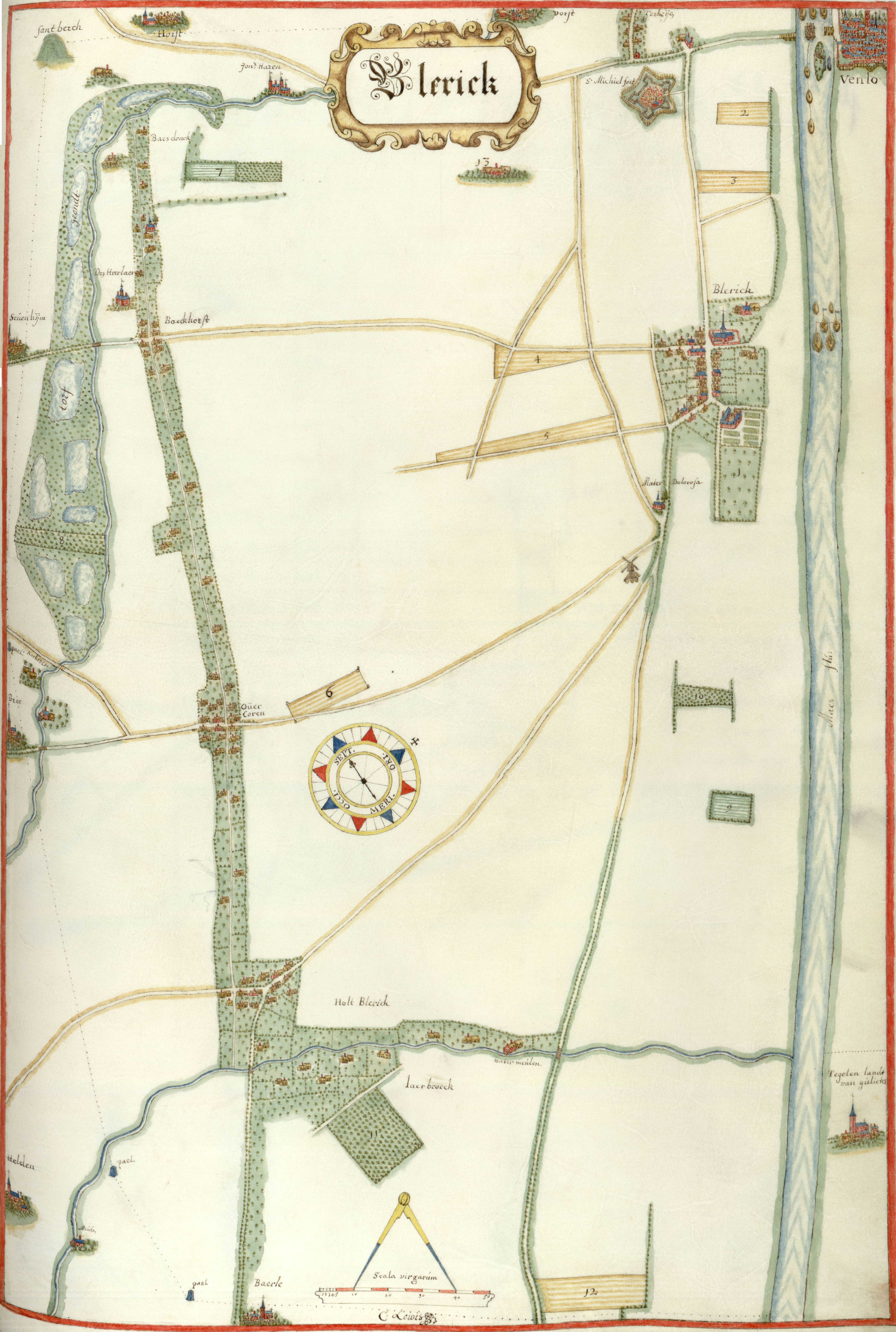
Kaart van Blerick uit 1677, met onderaan Laerbroeck en de Watermeule, bij Holt Blerick (Hout-Blerick). Het noorden is ruwweg in de linkerbovenhoek.